# Testosteron (singel)
Testosteron – singel, promujący płytę Kayah pt. Stereo typ, z 2003.

## Wystąpienia
31 grudnia 2024 utwór został zaprezentowany telewidzom stacji Polsat podczas Sylwestrowej Mocy Przebojów organizowanej w Toruniu.

## Lista utworów
1. Testosteron (radio edit)
2. Testosteron (orkiestra mix)
3. Testosteron (groove mix)